# Granjärpe
Granjärpe (Canachites canadensis) är en medelstor nordamerikansk skogshöna.

## Utseende
Granjärpen är en mörk järpe som mäter 38-43 centimeter, väger cirka 550-600 gram och påminner mycket om den närbesläktade amurjärpen men är något mindre. Den adulta hanen har ett svart ansikte med vita fläckar, med tydlig rött fjäderlöst ögonbryn. Ryggen är mörkbrun till svart fint vattrad i mörkgrått. Vingarna är bruna och bröst och buk svart till grå med tydliga vita fläckar. Den svarta stjärten har ett brunt ändband. Den adulta honan är vattrad i brunt, svart, gult och vitt.

## Utbredning och systematik
Granjärpen delas upp i sex underarter som i sin tur delas upp i två grupper:
- canadensis-gruppen	
  - osgoodi – förekommer från Alaska och Yukon till Stora Slavsjön till Athabascasjön.
  - atratus – förekommer från Bristol Bay i södra Alaska till Prince William Sound och Kodiak Island.
  - canadensis – förekommer i barrskog i Kanada, från centrala Alberta till Labradorhalvön.
  - canace – förekommer i sydöstra Kanada och närliggande USA, från Minnesota till Maine.
  - torridus – endemisk för Nova Scotia.
- franklinii – förekommer i barrskog från allra sydöstligaste Alaska till nordvästligaste USA.

Underarten torridus inkluderas ofta i canadensis. Ofta urskiljs också underarten isleibi med utbredning i sydöstra Alaska.

Granjärpens utbredning.

Sedan 2014 urskiljer Birdlife International och naturvårdsunionen IUCN franklinii som en egen art, "franklinjärpe".

### Släktestillhörighet
Granjärpen är inte särskilt nära släkt med järpen utan står snarare närmare orrar och tjädrar. Tidigare placerades den i släktet Dendragapus och fram tills nyligen Falcipennis tillsammans med amurjärpen. Genetiska studier visar dock att amurjärpen och granjärpen inte är varandras närmaste släktingar. Granjärpen har därför lyfts ut till ett eget släkte, Canachites. Järparna i Dendragapus är mer avlägset släkt, systergrupp till präriehönsen i Tympanuchus.
Tillsammans med övriga järpar järpar, orrar, präriehöns och tjädrar placerades den tidigare i den egna familjen skogshöns (Tetraonidae). Genetiska studier visar dock att de utgör en del av familjen Phasianidae. Där utgör de en klad närmast släkt med kalkoner (Meleagris) och dessa två tillsammans med koklassfasan (Pucrasia macrolopha).

## Status och hot
Arten har ett stort utbredningsområde och en stor population med stabil utveckling som inte tros vara utsatt för något substantiellt hot. Utifrån dessa kriterier kategoriserar internationella naturvårdsunionen IUCN arten som livskraftig (LC). Notera att IUCN dock urskiljer "franklinjärpen" som egen art, varför de hotbedöms var för sig. "Franklinjärpen" anses likaså vara livskraftig.

## Bildgalleri

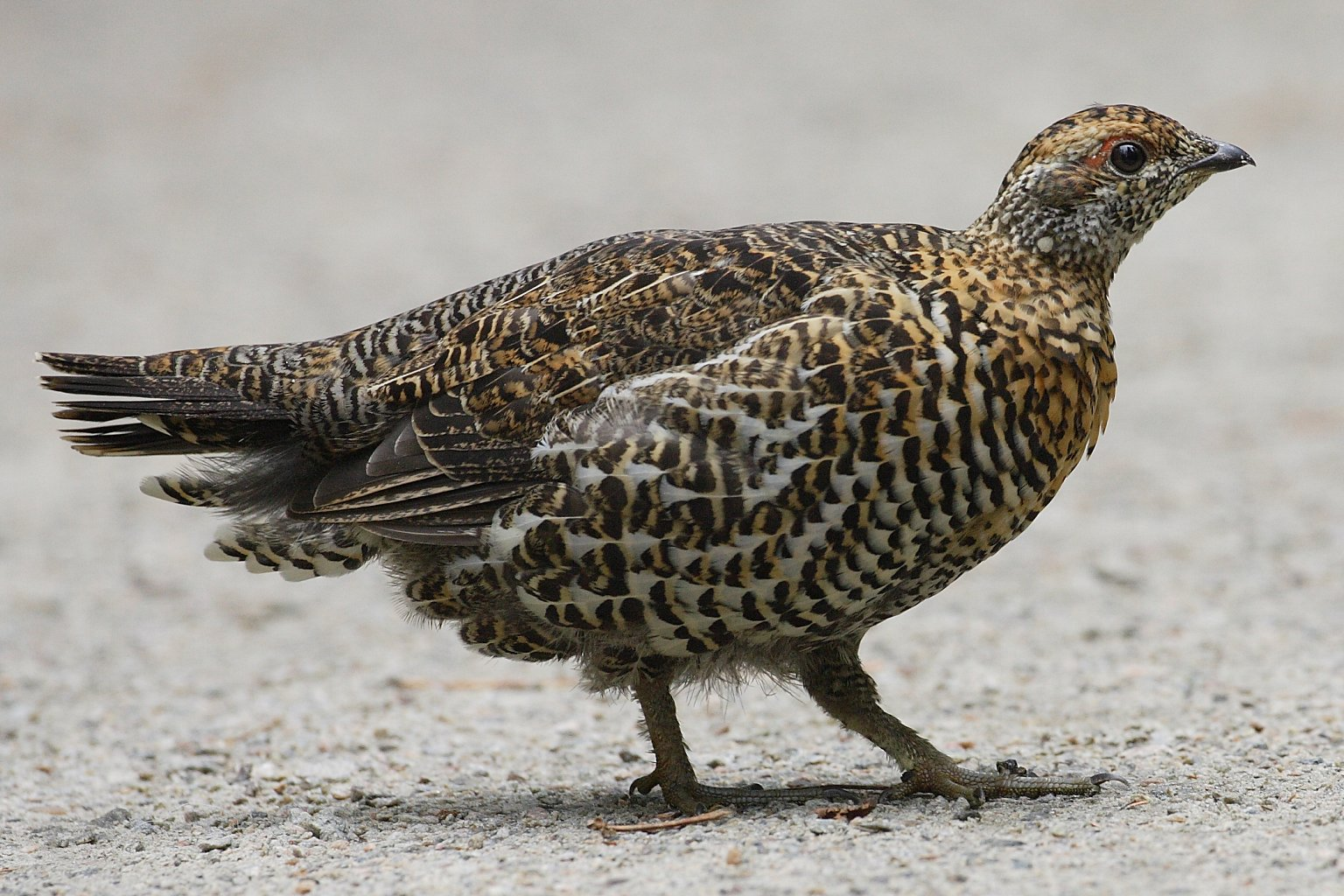
Adult hona.
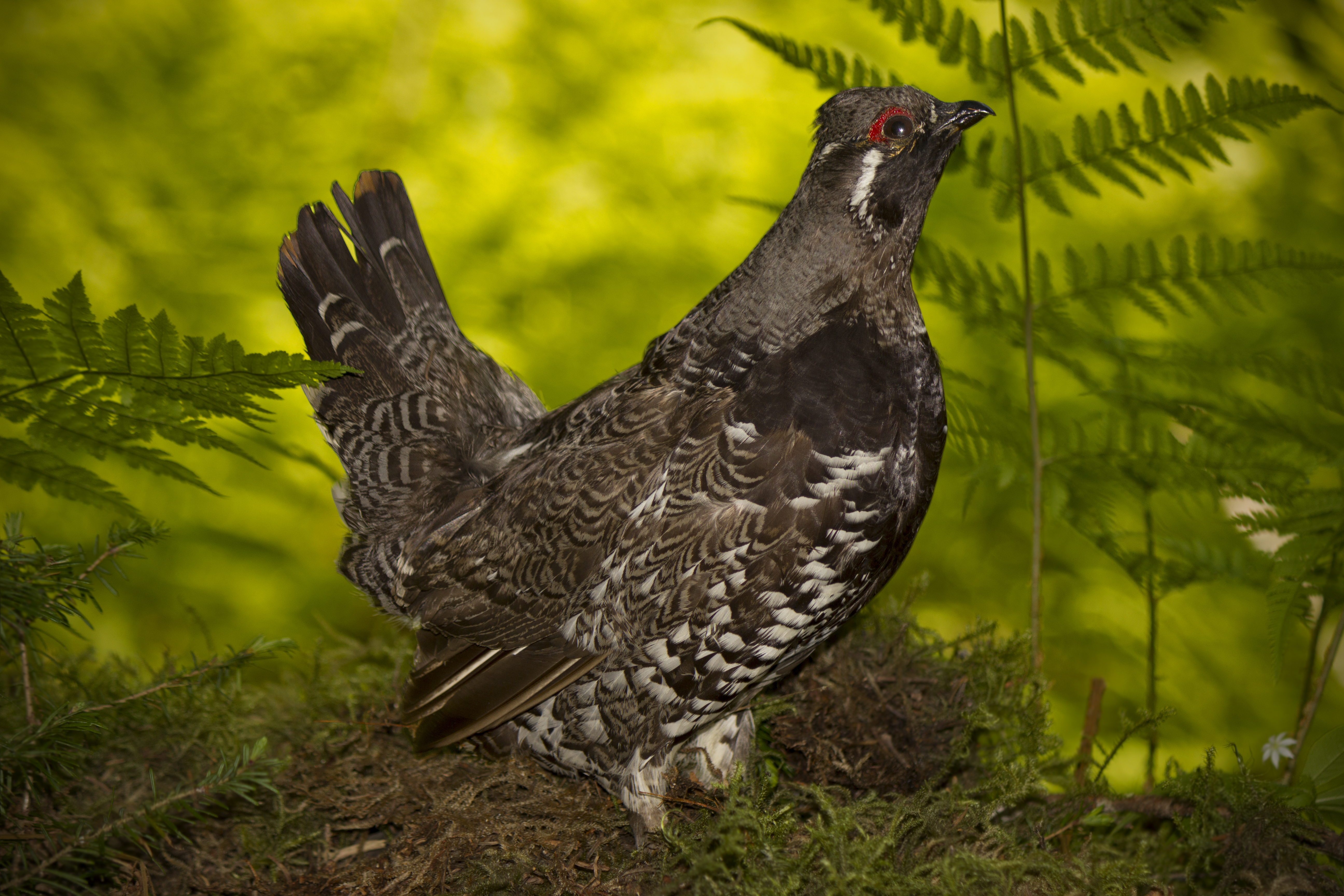
Hane i häckningsdräkt.
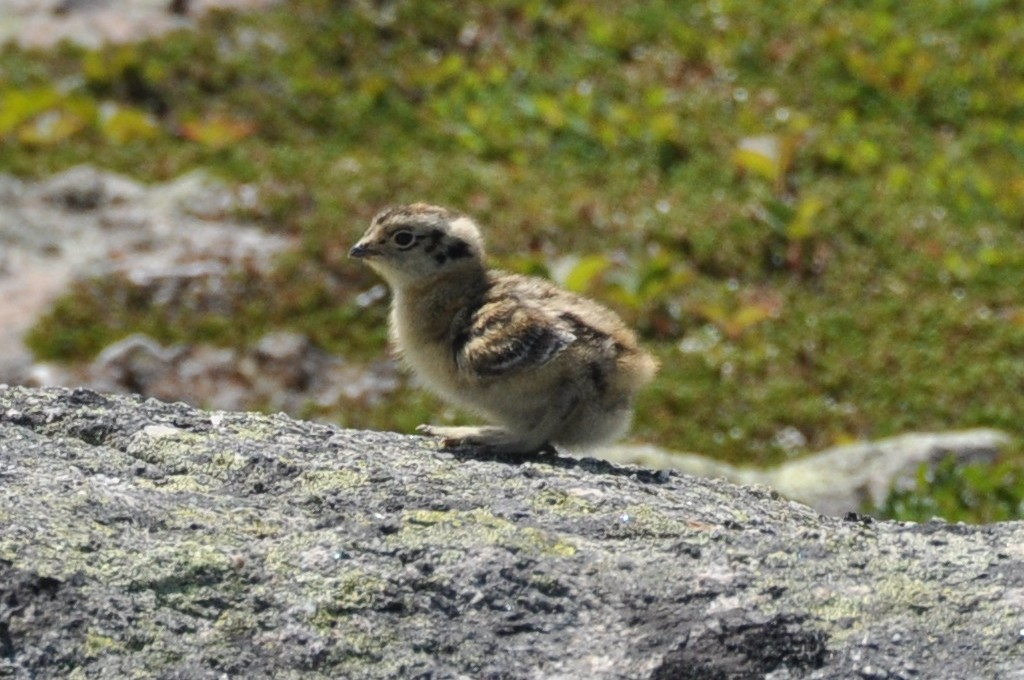
Kyckling i Gros Morne National Park, Newfoundland